# Agathe Lasch
Agathe Luise Sara Lasch (Berlín, 4 de juliol de 1879 - voltants de Riga, 18 d'agost de 1942) fou una germanista alemanya. Va ser la primera catedràtica de Filologia Germànica a Alemanya i la primera catedràtica en absolut de qualsevol disciplina de la Universitat d'Hamburg. És reconeguda com a fundadora de l'estudi històric del baix alemany mig. Com a jueva, va ser deportada i assassinada pel nazisme.

## Vida i obra
Lasch va néixer a Berlín; era la mitjana de cinc infants d'una família de comerciants jueus. Va estudiar com a mestra i de 1899 a 1907 feu classes en diverses escoles. Al mateix temps passà l'Abitur (l'examen que permetia l'accés a la universitat). Ja que en aquell moment les dones no podien assistir a les universitats prussianes, es va traslladar a Heidelberg el 1907. Allà tingué com a professors Wilhelm Braune (1850–1926) o Hermann Osthoff (1847–1909); també el romanista Fritz Neumann (1854–1934). El 1909 obtingué el grau de doctora amb un treball sobre la història lingüística de Berlín.
Des de 1910 fins a 1916 va ser professora al Bryn Mawr College, universitat femenina a Pennsylvania. Allà impartí docència sobre llengües germàniques antigues i hi va redactar la Mittelniederdeutschen Grammatik, publicada el 1914. L'estiu del 1916, amb l'entrada en la Primera Guerra Mundial dels Estats Units, retornà a Alemanya.
A Hamburg, obtingué l'habilitació el 1919 a la tot just inaugurada Universitat d'Hamburg. I el 1923 va ser nomenada catedràtica.
Tot i que en un primer moment la pressió dels estudiants i dels col·legues estrangers ho va evitar, el 1934 va ser destituïda de la seva plaça pel nazisme. Va retornar a Berlín el 1937 i va intentar continuar treballant tot i les trabes contínues, com la prohibició als jueus d'entrar en les biblioteques. Tot i els intents de diverses universitats estrangeres per contractar-la, no se li va permetre acceptar aquestes ofertes. El juliol del 1942 la seva biblioteca fou confiscada per la Gestapo. I el 15 d'agost del mateix any fou deportada, junt amb les seves germanes, a Riga; aquest transport no arribà mai al ghetto de Riga i tots els deportats foren assassinats als boscos del voltant de la ciutat.

## Publicacions

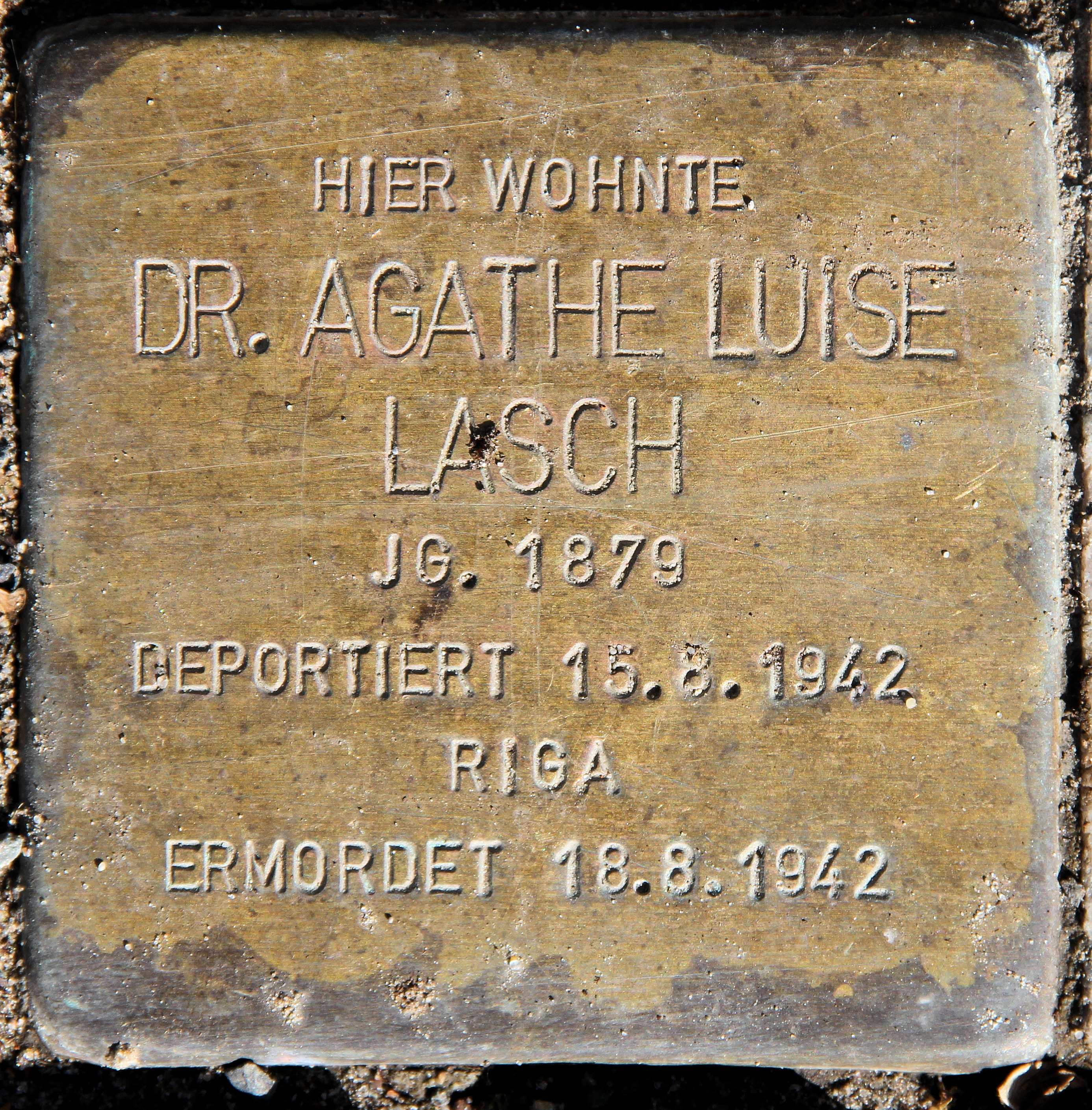
Stolperstein en memòria d'Agathe Lasch a Caspar-Theyß-Straße 26 de Berlin

- Geschichte der Schriftsprache in Berlin bis zur Mitte des 16. Jahrhunderts, Tesi doctoral, Universitat de Berlín 1909
- Mittelniederdeutsche Grammatik (1914)
- Der Anteil des Plattdeutschen am niederelbischen Geistesleben im 17. Jahrhundert, Tesi d'habilitació, Universitat d'Hamburg 1919
- Berlinisch. Eine berlinische Sprachgeschichte (1928) [Història lingüística de Berlín]
- Mittelniederdeutsches Handwörterbuch. fascicles 1–7 (1928 - 1934) [diccionari del baix alemany mig]
- Beate Hennig, Jürgen Meier: Kleines Hamburgisches Wörterbuch, Wachholtz Verlag, Hamburg 2006, ISBN 3-529-04650-7 [petit diccionari del dialecte d'Hamburg; publicació feta a partir de les recerques de Lasch][1]

## Memòria
En memòria d'Agathe Lasch s'han erigit diversos recordatoris: un carrer al districte de Charlottenburg-Wilmersdorf de Berlín, una Stolperstein a la Universitat d'Hamburg, que també li ha dedicat un auditori de conferències; una altra Stolperstein dedicada a ella i les seves germanes al domicili de Berlin, etc. També la ciutat d'Hamburg dota una beca amb el nom d'Agathe Lasch per a premiar estudis sobre el baix alemany.